# 桃園十五街庄福德宮
桃園十五街庄福德宮位於臺灣桃園市桃園區，該廟所供奉的土地公是桃園區的「開基土地公」，因此這間土地廟就祭祀歷史來說可算是桃園區最古老的土地公廟:47。1985年重修後成立管理委員會並向桃園縣政府登記時將祠改為宮，正式使用「桃園十五街庄福德宮」的廟名。
2008年桃園燈會舉辦「桃園好神最佳人氣土地公」活動中，榮獲第三名。

## 沿革
相傳過去有漳州人「阿英師」來臺，隨身攜帶一尊福德正神神像，在後來的桃園東門一帶落腳，於「桃園十五街庄」行商:47。阿英師左擔福德正神，右擔謀生工具，遇事便請示福德正神:47。而每到黃昏要休息時，會選定一戶人家投宿，將福德正神暫時供在該戶人家的神堂:48。阿英師去世後，地方仕紳在公館頭蓋了一間草厝來供奉這尊福德正神:48。到了乾隆五年（1740年），地方仕紳建議在草厝右畔建立一座坐東向西的廟宇，是為「福德祠」:48。
臺灣日治時期實施道路拓寬時（1936年），因為舊廟廟址在路中央而被拆除，之後該廟福德正神寄祀桃園景福宮內，中元節則聯合普渡:48。二次大戰後，地方仕紳楊錦等人在民國40年（1951年）發起重建，而原廟舊址附近熱心人士周火爐、周火旺、林進財、林松春、林金龍等人獻地做為廟基（該處在舊廟原址北邊）:48。工程約耗時半年，完工信徒遂從景福宮迎回神像。之後在民國60年（1971年）張富等人發起重建委員會，增建拜亭:48。民國74年（1985年），許潮英等人基於正殿年久失修，且拜亭高過正殿不符禮制等因素發起重建:48。重建完工後，廟方成立管理委員會，並向桃園縣政府登記並更改廟名:48。民國76年（1987年）12月，廟名正式改為「桃園十五街庄福德宮」。民國78年（1989年）舉行建廟250週年紀念五朝祈福法會。

## 宗教活動
該廟在農曆二月初二、八月十五會慶祝福德正神聖誕，舉行三獻法會。七月十五中元節則會舉行普渡、放水燈等活動。據說清代建廟時，依照民俗一連3年舉辦法會及普渡，並舉行搶孤儀式。但後來發生糾紛，後由桃仔園壯丁維持秩序才將事件平息。之後壯丁組成了「和合興」社團，並決定從第4年起廢止搶孤，而中元水燈會則由和合興繼續維持舉辦。
另外在正月廿七起連續5天，廟方會前往關渡宮或淡水清水巖和竹圍福海宮進行請神儀式，將關渡媽祖、淡水祖師公和輔信王公請回廟中供信眾繼續參拜

## 其他
在嘉義縣朴子市有分靈廟聖福宮。